# Norio Sasaki
Norio Sasaki (Em japonês: 佐々木 則夫 Sasaki Norio; Yamagata, 24 de maio de 1958) é um treinador e ex-futebolista japonês. Atualmente, está sem clube, após deixar a Seleção Japonesa de Futebol Feminino.

## Títulos
Japão
- Campeonato de Futebol do East da Asia: 2008 e 2010
- Jogos Asiáticos - medalha de ouro:  (Guangzhou 2010)
- Copa do Mundo de Futebol Feminino: 2011
- Jogos Olímpicos - medalha de prata: (Londres 2012)

### Individuais
- Bola de Ouro da FIFA - Treinador do ano: 2011